# Курс на Токио
Курс на Токио (англ. Destination Tokyo)— это американский черно-белый фильм о походе подводной лодки снятый в 1943 году. На съемках в качестве режиссёра дебютировал Делмер Дэйвс. Сценарий был написан Дейвсом и Альбертом Мальцем, он основан на реальной истории бывшего подводника Стива Фишера. В фильме снимались Кэри Грант, Джон Гарфилд, а также Дэйн Кларк, Роберт Хаттон, Уорнер Андерсон, Джон Риджли, Алан Хейл-старший и Уильям Принс. Съёмки стартовали 21 июня 1943 года и продолжались до 4 сентября. Премьера фильма состоялась в Питтсбурге, штат Пенсильвания, 15 декабря 1943 года в качестве помощи детям-инвалидам, и был выпущен в прокат США 31 декабря 1943 года.
Курс на Токио был назван «дедушкой фильмов о подводниках таких как Идти тихо, идти глубоко (1958), Подводная лодка (1981) и U-571 (2000)».

## Сюжет
В канун Рождества подводная лодка USS Copperfin под командованием капитана Кэссиди (Кэри Грант) отправляется из Сан-Франциско с секретной миссией. В море Кэссиди вскрывает запечатанные конверты с заданиями, согласно которым он должен направиться сперва к Алеутским островам, чтобы забрать метеоролога лейтенанта Реймонда (Джон Риджли), а затем идти в Токийский залив, чтобы получить жизненно важные сведения о прогнозе погоды для предстоящей военно-морской операции «Рейд Дулиттла».
Вскоре после принятия на борт метеоролога лодку атакуют два японских гидроплана. Одному из них удаётся попасть бомбой в лодку, но она не взрывается и застревает под настилом палубы. Оба самолёта сбиты, но одному пилоту удается спрыгнуть с парашютом. Когда Майк (Том Талли) пытается вытащить его на палубу, японец убивает его. Новобранец Томми Адамс (Роберт Хаттон) выпускает в пилота пулеметную очередь. Он винит себя в том, что он замешкался и вызывается добровольцем для обезвреживания неразорвавшейся авиабомбы. Кэссиди разглядывает снятый взрыватель и видит на нём клеймо «Сделано в США».
Когда Майка хоронят в море, один из матросов, «греко-американец» (Дэйн Кларк), отсутствует на церемонии, что вызывает неприязнь других членов экипажа. Но он объясняет, что каждая смерть друзей и союзников причиняет ему сильную боль. Тем временем Реймонд, живший до войны в Японии, рассказывает, как военная фракция привела японцев к войне.
Наконец подводная лодка выходит к Токийскому заливу, ей приходится прокладывать курс через минные заграждения и противолодочные сети. Воспользовавшись тем, что один из японских крейсеров заходит в бухту, Copperfin незамеченным проскальзывает вслед за ним. Дождавшись ночи, на берег высаживается небольшая группа для наблюдения за погодой. Тем временем на борту лодки у Томми обостряется аппендицит, и судовому медику, не имеющему законченного медицинского образования, приходится проводить операцию, следуя инструкциям из медицинского справочника и пользуясь подручными инструментами. Операция проходит успешно, и корабельный кок «Печенька» Уэнрайт (Алан Хейд) обещает испечь тыквенный пирог для Томми.
С берега Реймонд по рации передает собранную информацию на японском языке для того, чтобы в случае радиоперехвата, ввести японцев в заблуждение. Но японцы поднимают тревогу и обыскивают береговую линию. USS Copperfin и группа на берегу остаются незамеченными, и это дает им возможность наблюдать за налетом авиации — Рейдом Дулиттла. После воссоединения Реймонда и его группы с остальной командой, подводная лодка выскальзывает из бухты используя для маскировки шумы выходящего судна.
Позже Copperfin торпедирует японский авианосец, получив при этом сильные повреждения от кораблей сопровождения. В отчаянии, после долгих часов уклонений от глубинных атак, Кэссиди атакует ещё один корабль, отправляя вражеский эсминец на дно и давая возможность команде благополучно вернуться в Сан-Франциско.

## В ролях
- Кэри Грант — капитан Кэсседи
- Джон Гарфилд — «Волк»
- Алан Хэйл — «Печенька» Уэнрайт
- Джон Риджли — метеоролог лейтенант Рэймонд
- Дэйн Кларк — «Жестянка»
- Уорнер Андерсон — старший помощник
- Уильям Принс — «Таблетка»
- Роберт Хаттон — Томми Адамс
- Том Талли — Майк
- Фэй Эмерсон — миссис Кэсседи
- Питер Уитни — Дакота
- Элеанор Паркер — голос жены Майка на пластинке

### Об исполнителях
Warner Bros. позаимствовало Кэри Гранта из Columbla Pictures в обмен на Хэмфри Богарта для съемок в фильме Сахара. Грант отказался от роли, которую в итоге сыграл Богарт, а Гари Купер отказался от роли капитана подводной лодки, которую в итоге исполнил Грант.
«Курс на Токио» был сценарным дебютом Роберта Хаттона.

## Создание
Члены съемочной группы провели время на военно-морской верфи США Mare Island в Вальехо, штат Калифорния, чтобы ознакомиться с бытом и работами на подводных лодках. Техническими советниками фильма были капитан USS Wahoo Дадли Уокер Мортон и член экипажа Энди Леннокс. Подводная лодка, как сообщалось, пропала без вести после завершения съемок Курс на Токио, предположительно затопленная японским самолётом в октябре 1943 года при возвращении на базу из патруля в Японском море. Модель USS Copperfin, используемая для съемок, была создана на основе реальных американских подводных лодок, если не считать того, что, чтобы запутать японцев, на ней было установлено разнообразное оборудование и аппаратура, которые использовались на многочисленных типах подводных лодок. Фильм был снят достаточно точно, чтобы использоваться ВМФ в качестве учебного пособия для подводников.
Инцидент в фильме, во время которого судовой медик вырезает аппендицит, был основан на реальном событии, произошедшем на подводной лодке USS Seadragon.
Часть съёмок Курса на Токио проходили в районе Португальского Изгиба недалеко от Редондо Бич, Калифорния.

## Награды
Писатель Стив Фишер был номинирован на премию Academy Award за сценарий Курса на Токио.
Фильм упоминался в списках Американского института киноискусства (AFI) ста лучших фильмов по категориям:
- 2001: AFI’s 100 Years…100 Thrills — номинация[7]
- 2006: AFI’s 100 Years…100 Cheers — номинация[8]

## Влияние
Вдохновленный ролью Гранта, семнадцатилетний Тони Кёртис подделал подпись своей матери, чтобы поступить на службу в военно-морском флоте Соединенных Штатов в 1943 году. Просясь на службу подводником, он прослужил на борту подводного заправщика USS Proteus. Позже, будучи одной из главных звёзд Голливуда, он снялся вместе с Грантом в роли подводника в комедии о Второй мировой войне «Операция нижняя юбка» 1959 года, где Грант командовал вымышленной подлодкой USS Seatiger.
При съемках фильма о подводной лодке времен Второй мировой войны «Операция Тихоокеанский регион» 1951 года, экипажу показывают фильм «Курс на Токио».
Согласно автобиографии, этот фильм оказал большое влияние на Рональда Рейгана в его решении согласиться на главную роль капитана подводной лодки Второй мировой войны в фильме 1957 года «Hellcats of the Navy».
Один из сценаристов фильма, Альберт Мальц, был позже был вызван в Комитет Палаты представителей по антиамериканской деятельности на том основании, что некоторые диалоги в «Курс на Токио» отражали симпатии к коммунистам.